# 18th Avenue (stacja metra na Sea Beach Line)
18th Avenue – stacja metra nowojorskiego, na linii N. Znajduje się w dzielnicy Brooklyn, w Nowym Jorku i zlokalizowana jest pomiędzy stacjami New Utrecht Avenue i  20th Avenue. Została otwarta 22 czerwca 1915.